# Paavo Rintala
Pour les articles homonymes, voir Rintala.
Paavo Rintala, né le 20 septembre 1930 à Viipuri et mort le 8 août 1999 à Kirkkonummi, est un romancier et théologien finlandais. Il a également écrit des pièces de théâtre et des pièces radiophoniques. Lauréat de la Médaille Pro Finlandia en 1971.

## Biographie
Rintala remporte le Prix Kalevi-Jäntti en 1956, pour le roman Rikas ja köyhäle. Il est lauréat du prix de la littérature de l'État finlandais à plusieurs reprises, notamment en 1956, 1963, 1966, 1972, 1972 et 1991. En 1973, le prix Arvid-Lydecken lui est attribué pour le livre pour enfants Uu ja Poikanen. Il est nommé pour le prix Finlandia, pour son roman de 1991 Sarmatian Orfeus, mais le prix cette année sera remporté par Arto Melleri pour Elävien kirjoissa. Il a également remporté le prix Runeberg pour le livre Aika ja uni en 1994. Deux de ses romans ont été adaptés au cinéma par le réalisateur finlandais Mikko Niskanen. Le premier fut le roman Pojat (1958) sur le thème de guerre vue par les yeux d'enfants, adapté en 1962 avec le même titre (titre anglais The Boys). L'autre était le roman de 1963 Sissiluutnantti adapté avec titre Sissit (titre anglais The Long Distance Patrol).
Il est enterré au cimetière d'Hietaniemi à Helsinki.